# Резасолтани, Фарзане
Фарзане Резасолтани (перс. فرزانه رضاسلطانی‎; 13 сентября 1985) — иранская лыжница, участница Олимпийских игр 2014 года.

## Биография
Закончила Педагогический университет имени Шахида Раджаи.
В спортивной программе на Олимпийских играх в Сочи Фарзане выступала на дистанции 10 км классическим стилем, в итоге пришла 73-й за 42 минуты 31,3 секунды с отставанием от лидера 14:13,5.